# Windom, Kansas
Windom är en ort i McPherson County i Kansas. Vid 2010 års folkräkning hade Windom 130 invånare.